# Beverley Goddard
Beverley Lanita Callender, nata Goddard (28 agosto 1956), è un'ex velocista britannica.

## Palmarès

### Olimpiadi
- 2 medaglie:
  - 2 bronzi (Mosca 1980 nella staffetta 4x100 m; Los Angeles 1984 nella staffetta 4x100 m)

### Mondiali
- 1 medaglia:
  - 1 argento (Helsinki 1983 nella staffetta 4x100 m)

### Europei
- 2 medaglie:
  - 2 argenti (Praga 1978 nella staffetta 4x100 m; Atene 1982 nella staffetta 4x100 m)

### Universiadi
- 5 medaglie:
  - 1 oro (Bucarest 1981 nei 100 m piani)
  - 2 argenti (Città del Messico 1979 nella staffetta 4x100 m; Bucarest 1981 nella staffetta 4x100 m)
  - 2 bronzi (Città del Messico 1979 nei 100 m piani; Città del Messico 1979 nei 200 m piani)

### Giochi del Commonwealth
- 2 medaglie:
  - 2 ori (Edmonton 1978 nella staffetta 4x100 m; Brisbane 1982 nella staffetta 4x100 m)